# Arson Anthem (EP)
Arson Anthem è il primo album EP del gruppo punk metal statunitense Arson Anthem, pubblicato il 19 febbraio 2008.

## Tracce
1. Year of the Fork – 1:41
2. Doomed Morale – 1:15
3. Bunker Life – 1:13
4. Hammer Them Out – 1:11
5. Wrecked Like Clockwork – 1:51
6. Cops Shoot Coke – 0:34
7. The Avoider – 1:38
8. Sri Lankan Medication – 1:37

## Formazione
- Mike Williams - voce
- Phil Anselmo - chitarra
- Colin Yeo - basso
- Hank Williams III - batteria